# Spitalul Clinic Județean de Urgență Cluj
Spitalul Clinic Județean de Urgență Cluj este o unitate sanitară publică cu paturi ce funcționează în Cluj-Napoca, județul Cluj, România. A fost înființat în anul 1948 și este unul dintre cele mai mari spitale din România. Spitalul își desfășoară activitatea în peste 20 clădiri, majoritatea situate în centrul Clujului și are o structură complexă, cu 1592 de paturi organizate în 34 secții clinice cu aproape toate specialitățile medico-chirurgicale (secțiile clinice Chirurgie I, Medicină Internă I, Gastroenterologie, Cardiologie, Ginecologie I și II, Neonatologie, Nefrologie, Chirurgie II, Chirurgie vasculară, Medicină Internă II, Medicină Internă III, ORL, Reumatologie, Dermatologie, Oftalmologie, Chirurgie maxilo-facială I și II, Diabet, Neurochirurgie, Neurologie I și II, Psihiatrie I, II și III, Endocrinologie, Medicina Muncii).Tot în structura spitalului funcționează o Unitate de Primire Urgențe adulți, precum și un Ambulatoriu compus din cabinete în toate specialitățile corespunzătoare secțiilor clinice. Spitalul are peste 3000 angajați, din care circa 1450 sunt cu studii superioare. Activitatea spitalului este axată pe trei segmente: asistență medicală, învățământ medical universitar și postuniversitar și cercetare științifică medicală.

## Prezentare
Activitatea spitalului se desfășoară pe trei axe: asistența medicală umană, învățământ medical și cercetare medicală. Asistența medicală acoperă aproape toate specialitațiile medico-chirurgicale și dispune de 1592 de paturi organizate în 34 de secții clinice. În paralel cu activitatea medicală spitalul are relații de colaborare cu Universitatea de Medicină și Farmacie Iuliu Hațieganu din Cluj și derulează activități de cercetare științifică medicală. Spitalul are în jur de 3000 de angajați fiind una dintre cei mai mari unități sanitare din România.

## Organizare
Structura spitalului este pavilionară fiind organizată în 20 de clădiri și cuprinde: secțiile clinice cu paturi, ambulatoriul, laboratoare, UPU (Unitate Primire Urgențe), SMURD (Serviciul Mobil de Urgență Reanimare și Descarcerare) și compartimentul de prevenire și control al infecțiilor nozocomiale.

I. Secțiile clinice cu paturi:

1. Secția clinică A.T.I. I
2. Secția clinică A.T.I. II
3. Secția clinică A.T.I. III
4. Secția clinică Cardiologie
5. Compartiment Cardiologie intervențională
6. Secția clinică Chirurgie Generală I
7. Compartiment Ortopedie și Traumatologie
8. Compartiment Chirurgie Plastică - microchirurgie reconstructivă
9. Compartiment Chirurgie Vasculară (pentru urgențe)
10. Secția clinică Chirurgie Generală II
11. Secția clinică Chirurgie Vasculară
12. Secția clinică Chirurgie Orală și Maxilo-Facială I
13. Secția clinică Chirurgie Orală și Maxilo-Facială II
14. Secția clinică Dermatovenerologie
15. Secția clinică Diabet Zaharat, Nutriție și Boli Metabolice
16. Secția clinică Endocrinologie
17. Secția clinică Gastroenterologie
18. Secția clinică Medicină Internă I
19. Secția clinică Medicină Internă II
20. Secția clinică Medicină Internă III
21. Secția clinică Medicina Muncii
22. Compartiment recuperare neuro-motorie
23. Secția clinică Nefrologie
24. Secția clinică Neonatologie I
25. Secția clinică Neonatologie II
26. Secția clinică Neurochirurgie
27. Secția clinică Neurologie I
28. Secția clinică Neurologie II
29. Secția clinică Obstetrică-Ginecologie I
30. Secția clinică Obstetrică-Ginecologie II
31. Secția clinică Obstetrică-Ginecologie III
32. Secția clinică Obstetrică-Ginecologie IV
33. Secția clinică Oftalmologie
34. Secția clinică Oncologie Medicală
35. Secția clinică Ortopedie și traumatologie I
36. Compartiment clinic A.T.I. (ortopedie și traumatologie)
37. Secția clinică Ortopedie și traumatologie II
38. Secția clinică O.R.L.
39. Secția clinică Psihiatrie I (acuti)
40. Secția clinică Psihiatrie II (acuti)
41. Secția clinică Psihiatrie III (acuti)
42. Compartiment psihiatrie cronici
43. Secția clinică Reumatologie
44. Centrul de Sănătate Mintală (CSM)
45. Staționar de zi
46. Spitalizare de zi
47. Camere de gardă
48. Stație de hemodializă (în condiții de spitalizare)
49. Blocuri operatorii
50. Chirurgie Maxilo-Facială, Neurochirurgie, Dermatovenerologie, Oftalmologie
51. Unitate de transfuzie sanguină cu puncte de lucru
52. Unitate de transport neonatal (funcționează în cadrul secției de neonatologie)
53. Farmacia 89
54. Farmacia 90
55. Stații de sterilizare

II. Ambulatoriul:

Serviciile ambulatorii funcționează în cadrul pavilioanelor pentru fiecare specialitate.

1. Cabinet acupunctură
2. Cabinete cardiologie
3. Cabinete chirurgie generală
4. Cabinete chirurgie maxilo-facială
5. Cabinete chirurgie vasculară
6. Cabinete chirurgie plastică, microchirurgie reconstructivă
7. Cabinete dermato-venerologie
8. Cabinete endocrinologie
9. Cabinete gastroenterologie
10. Cabinete imunologie și alergologie clinică
11. Cabinete medicină internă
12. Cabinete nefrologie
13. Cabinete neonatologie
14. Cabinete neurochirurgie
15. Cabinete neurologie
16. Cabinete obstetrică-ginecologie
17. Cabinete oftalmologie
18. Cabinete O.R.L.
19. Cabinete ortopedie și traumatologie
20. Cabinete psihiatrie
21. Cabinete psihologie
22. Cabinete reumatologie

III. Laboratoare:

1. Laborator analize medicale
2. Serviciul de anatomie patologică

- compartiment citologie
- compartiment histopatologie
- prosectură
1. Laborator explorări funcționale I (neinvazive)
2. Laborator explorări funcționale II (invazive) - angiografie și cateterism cardiac
3. Laborator explorări genetice I
4. Laborator explorări genetice II (obstetrică-ginecologie)
5. Laborator imunologie și alergologie
6. Laborator medicină nucleară
7. Laborator radiologie și imagistică medicală - radiologie, mamografie, ecografie, Computer Tomografie (CT), Rezonanță Magnetică (RMN)
8. Laborator radioterapie
9. Laborator de recuperare, medicină fizică și balneologie (baza de tratament)
10. Laborator endoscopie digestivă

IV. UPU (Unitate Primire Urgențe)

Unitatea este destinată adulților și asigură asistența medicală pentru pacienții critici din municipiu și întreaga regiune de Nord-Vest a României și include servicii de medicină dentară de urgență.
V. SMURD (Serviciul Mobil de Urgență Reanimare și Descarcerare)

VI. Compartimentul de prevenire și control al infecțiilor nozocomiale

## Servicii oferite/Specialități
Spitalul Clinic Județean de Urgență Cluj este în relații cu Casa Națională de Asigurări de Sănătate Arhivat în 3 martie 2009, la Wayback Machine. din România. Fiecare secție, compartiment sau laborator asigură serviciile din cadrul specialității în care funcționează.